# Roslagens nyheter
Roslagens Nyheter var en konservativ dagstidning som kom ut i Norrtälje från 25 september 1909 till 11 juli 1923. Ansvarig utgivare och redaktör hela utgivningstiden var Per-Adolf Molin och såväl redaktion som tryckeri låg i Norrtälje.  Fullständig titel var Roslagens Nyheter Nyhets - och annonstidning för Norrtälje och Roslagen under hela utgivningstiden

## Editioner och utgivningsfrekvens
Tidningen hade två editioner under 1919, en med utgivning tre dagar i veckan tisdag, torsdag och lördag, samt en halvveckoupplaga med 2 dagars utgåva onsdag och lördag. 1909-1910 kom tidningen 2 dagar i veckan tisdag och fredag, december 1910 till november 1912 3 dagar i veckan måndag, onsdag och fredag. 1912 till 1919 var tidningen tredagars med utgivning tisdag, torsdag och lördag. Sista fyra åren blev den åter 2 dagars tidning tisdag och fredag.

## Tryckning och pris
Tidningen trycktes på Roslagens boktryckeri aktiebolags tryckeri i Norrtälje till december 1917 och på  Roslagens Nyheters boktryckeri i Norrtälje. Förlaget var detsamma som tryckeriet. Typsnitt var hela tiden antikva och tidningen trycktes bara i svart. Sidantalet var 4 under hela utgivningsperioden. Formatet var stort inledningsvis 64x 49 cm, senare 62 x 43 cm. Priset för tidningen var 1909 3 kr och steg till 7,50 under krigsinflationen efter första världskriget men var nere på 2.65 redan 1920. Sista året kostade tidningen 5 kr. Tidningens upplaga är okänd.